# Codice Mercury
Codice Mercury (Mercury Rising) è un film d'azione del 1998 diretto da Harold Becker, basato sul romanzo di Ryne Douglas Pearson Simple Simon.

## Trama
Il codice Mercury è un codice militare segreto della NSA, con il quale viene garantita la sicurezza di tutti gli agenti statunitensi che operano all'estero e grazie al quale il tenente colonnello Nicholas Kudrow è riuscito a costruirsi una brillante carriera. Quando Simon Lynch, un bambino autistico di nove anni con una grande abilità per numeri e lettere, riesce a decifrare il codice, Kudrow decide di farlo eliminare. Dopo l'omicidio dei genitori e la scomparsa del bambino, ad Art Jeffries, deluso e amareggiato agente dell'FBI, vengono affidate le indagini. Dopo aver ritrovato Simon, e dopo avere evitato che un killer lo uccidesse, per Art Jeffries inizia una corsa contro il tempo per salvare la vita del bambino.

## Produzione
Per aiutare Miko Hughes a calarsi meglio nella parte, gli è stato affiancato uno psichiatra infantile ed è stato a stretto contatto con molti bambini autistici. Il film è stato girato in prevalenza a Chicago.